# Partito Comunista della Transnistria
Il Partito Comunista della Transnistria (in russo Приднестровская коммунистическая партия, Pridnestrovskaja kommunističeskaja partija) è un partito politico della repubblica secessionista della Transnistria. La segretaria del partito è Nadežda Bondarenko.